# ゴンザレスの戦い
ゴンザレスの戦い (Battle of Gonzales) は、1835年10月2日にメキシコ領テキサスのゴンザレスの町で行われた、テキサス入植者とメキシコ軍の分遣隊との小さな戦闘。小さな交戦ではあったが、アメリカ人植民者とメキシコ政府の対立が明白に示された。この戦いはテキサス革命の最初の戦いと位置づけられている。

## 背景
メキシコ政府の企てからこの戦闘は起こった。1831年にトンカワインディアンからの攻撃への防御として、ゴンザレスの入植者に小さな大砲が与えられた。サンタ・アナの民兵の武装解除の命令により、その大砲をメキシコ政府が回収しようとした。大砲の返還をテキサス人たちが最初に拒否した後、メキシコ領テキサスの軍事司令官、ドミンゴ・ウガルテチェア大佐は、フランシスコ・カスタニェダ率いる100名の竜騎兵をゴンザレスに派遣した。分遣隊は、ゴンザレスの治安判事、アンドリュー・ポントンに大砲の返還を指示する公文書を持って、1835年9月27日にサンアントニオ・デ・ベハルを出発した。アントニオ・ロペス・デ・サンタ・アナの中央集権政府とテキサス入植者の間の緊張が増していることに気が付いていたウガルテチェアは、可能であれば武力の行使を回避するようカスタニェダに指示した。

## 戦闘

"Come and take it" の旗

2日後の9月29日、カスタニェダと彼の軍は、ゴンザレスからグアダルペ川西岸に到達した。しかし水位が高かったことと、18名のテキサス人民兵（後に "Old Eighteen" と呼ばれる）がいたため、川を渡ることができなかった。争点となった大砲は、恐らくスペイン製の、6ポンド (2.7kg) 砲で青銅製だったが、1900年に書かれた歴史書では鉄製と記載されている。旗の代わりのウェディングドレスには、黒い星と大砲、そして "Come and take it" という文字が縫い付けられた。
カスタニェダがポントンに公式文書を持ってきたことを告げると、ポントンは町から出ていることを知らされた。軍はポントンが戻るまでグアダルペ川の西側に待機することにした。前進することができなかったので、カスタニェダと竜騎兵は、浅瀬から300ヤードのところで野営した。
それから数日かけて、カスタニェダがポントンの帰りを待っていた時、ジョン・ヘンリー・ムーア大佐率いるテキサス軍は近接した開拓地から補強部隊を集めた。コウシャッタインディアンはメキシコ軍のキャンプに入り、対岸のテキサス軍は少なくとも140名かそれ以上いることをカスタニェダに教えた。カスタニェダはキャンプを撤収し、迷わず渡ることのできる別の浅瀬を探すため、川に沿って出発した。
10月1日の夕方、彼は数マイル上流にあるエゼキエル・ウィリアムスの土地の無防備な位置まで進軍した。夕暮れの後、テキサス軍はグアダルペ川を渡り上流のメキシコ軍キャンプまで移動した。10月2日の朝、テキサス軍はメキシコ軍キャンプを攻撃した。この時、テキサス軍には大砲の弾がなかったので、鉄くずを押しつぶして作った弾を発砲した。これが、テキサス革命の最初の発砲となった。
戦闘が一時的に静まった間、カスタニェダはムーアと会合を設け、なぜ攻撃したか問いつめた。ムーアは、1824年憲法に違反した政府に対し、大砲の合法的所有を守るために戦っていると告げた。カスタニェダは、個人的には連邦主義者でありサンタ・アナの方針には反対していると言い、ムーアには同情するが、兵士として命令に従うのは義務である、と言った。会合の後、二人の男はそれぞれの側に戻った。
戦闘が再開した後、カスタニェダは劣勢であることに気が付いた。彼は、おそらく摩擦を刺激する行動を避けよというウガルテチェアからの命令もあり、サンアントニオ・デ・ベクサーまで兵の撤収を命令した。

## その後
大砲はゴンザレスに持ち帰られた。その後サンアントニオに大砲を持って行く途中で壊れ、その場で燃やされて1世紀近く埋められたままだった。1936年に、洪水によって大砲が出現し、その後数十年間にわたって数人に所有された。1980年、大砲は鍛冶屋の記録と科学的な根拠との比較で、オリジナルの大砲と認証され、現在はゴンザレス記念博物館に保存されている。「Come and take it」というスローガンは、現在では銃所持の権利の象徴として用いられている。